# Philip Bonde
Philip Bonde, född 29 juli 1876 i Västra Vingåkers församling, Södermanlands län, död 30 juni 1959 på Bosjökloster, Malmöhus län, var en svensk greve, agronom och godsägare till Bosjökloster. Han var son till riksdagsmannen greve Carl Trolle-Bonde och bror till ministerresidenten greve Claës Bonde.

## Biografi
Philip Bonde studerade vid högre allmänna läroverket 1889–1894, Tharandts Forstakademi 1895–1896 samt avlade agronomexamen 1900 vid Ultuna landtbruksinstitut. 1908 köpte Bonde slottet Bosjökloster efter friherre Lave Gustaf Beck-Friis. Det har efter hans död ärvts vidare inom släkten. 
Bonde höll under sin karriär en mängd med förtroendeuppdrag. Han var bland annat ordförande för Sveriges centrala fröråd, Sveriges Fröodlareförbund, Sveriges oljeväxtodlareförening, Malmöhus läns fiskeristyrelse, Skånes Fröodlingsförening, Frosta härads sparbank (från 1925), Frosta härads lantbruksklubb, Ringsjöortens El. AB; vice ordförande för Södra Sveriges fiskeriförening, Skånska Hypoteksföreningen, Malmöhus läns havsfiskeriförening; ledamot i Kammarrätten vid handläggning av mål angående fastighetstaxering, Malmöhus läns skogs- och betesvårdsförening, Malmöhus läns skogsvårdsstyrelse och Södra Sveriges ångpanneförening samt hedersledamot i Malmöhus läns hushållningssällskap och Avelsföreningen för svenska röd och vit boskap.
Bonde blev 1926 ledamot av Kungliga lantbruksakademien och hedersledamot där 1951.

## Familj
Philip Bonde tillhörde den grevliga ätten Bonde af Björnö nr 41. Han var son till riksdagsmannen greve Carl Trolle-Bonde och friherrinnan Ewa Leijonhufvud, sonson till godsägaren greve Gustaf Trolle-Bonde den yngre, brorson till godsägaren greve Gustaf Fredrik Bonde samt bror till ministerresidenten greve Claës Bonde. Han gifte sig 1905 med grevinnan Anna Mörner (1880–1945), dotter till kaptenen greve Gustaf Otto Mörner och grevinnan Ebba Mörner. De fick sonen Carl-Philip (1906–1995).

## Utmärkelser
- Kommendör av 1:a klassen av Kungl. Vasaorden, 6 juni 1940.[3]
- Kommendör av 2:a klassen av Kungl. Nordstjärneorden, 6 juni 1936.
- Kommendör av 2:a klassen av Kungl. Vasaorden, 16 juni 1928.
- Riddare av 1:a klassen av Kungl. Nordstjärneorden, 1925.
- Riddare av 1:a klassen av Kungl. Vasaorden, 1914.
- Riddare av Johanniterorden i Sverige.
- Svenska Jägareförbundets silvermedalj och guldmärke.[4]
- Svenska Gymnastikförbundets förtjänsttecken i guld